# César Bihel
Pour l’article homonyme, voir Bihel.
César Bihel, né le 11 avril 1988 à Cherbourg, est un coureur cycliste français actif dans les années 2000 et 2010. Professionnel pendant cinq ans, il porte les couleurs de l'équipe continentale luxembourgeoise Differdange-Losch entre 2012 et 2014 puis de la formation HP BTP-Auber 93 en  2015 et 2016. Il arrête sa carrière de coursier fin 2017 mais ne quitte pas le milieu cycliste et devient responsable des partenariats  de l'équipe continentale professionnelle française Arkéa-Samsic.

## Biographie

### Carrière professionnelle

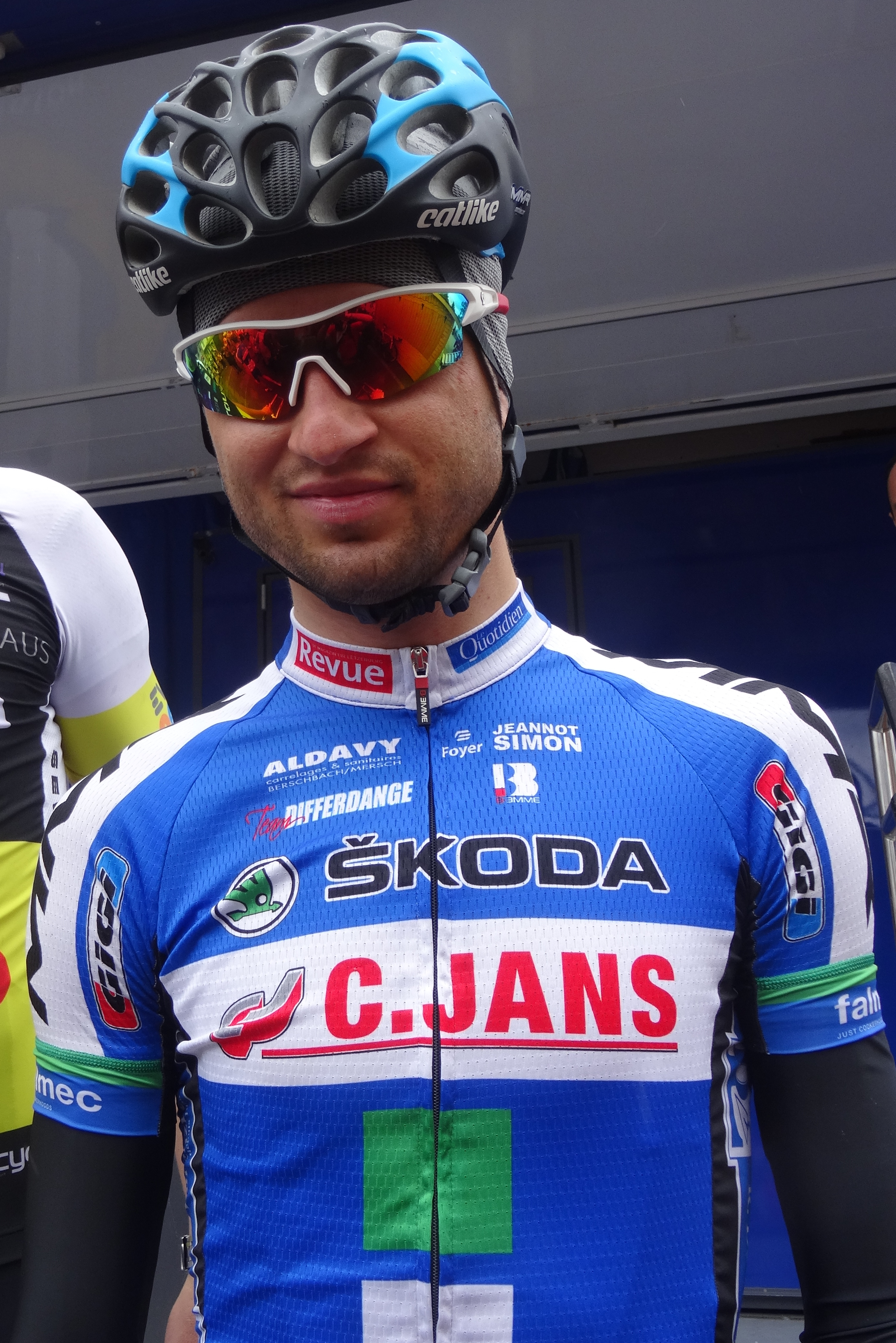
César Bihel à la Ronde pévéloise le 13 juillet 2014.

#### 2012-2014: Differdange-Losch
Après plusieurs bonnes années et quelques résultats probants au sein de différentes équipes amateurs dont l'UC Bricquebec (avec qui il devient trois fois champion de la Manche et est sélectionné en équipe de Normandie), le CM Aubervilliers 93-BigMat en 2010 et l'équipe bretonne Côtes d'Armor-Marie Morin la saison suivante (club avec lequel il se classe neuf fois dans les dix premiers d'épreuves inscrites au calendrier de l'UCI Europe Tour et connaît l'honneur d'être sélectionné en équipe de France), César Bihel signe un contrat avec la formation continentale luxembourgeoise Differdange-Magic-SportFood.de en 2012.
Pour ses premiers pas chez les professionnels, le néophyte français obtient son meilleur résultat lors du Grand Prix de Vianden au Luxembourg qu'il termine en cinquième position, il est également sixième de la quatrième étape du Sibiu Cycling Tour, dixième du Grand Prix Belvaux et vingtième du Grand Prix Pino Cerami.
Début 2013 il termine septième de la première étape de la Boucle de l'Artois. Par la suite, il est second du Grand Prix de Kayl, monte sur la troisième marche du podium d'une étape du Sibiu Cycling Tour et se classe neuvième du Grand Prix de Pérenchies. Au cours de l'été César Bihel remporte  sa première victoire sous ses nouvelles couleurs lors de la cinquième étape du Tour cycliste international de la Guadeloupe, il est également dixième du classement général final de l'épreuve antillaise et se classe à trois reprises parmi les dix premiers de différentes étapes de cette course. Le premier septembre il s'adjuge la onzième place de la cinquante-septième édition du Ronde van Midden-Nederland  aux Pays-Bas. Il renouvelle son contrat pour une durée d'un an avec sa formation en fin de saison.
Au printemps 2014, il se classe neuvième de la dernière étape du Tour de Normandie et remporte le prix Éco-Citoyen de cette course. Par la suite il se classe vingtième du Tour du Luxembourg en juin et quinzième du Sibiu Cycling Tour le mois suivant. Durant l'été c'est de nouveau sur le Tour cycliste international de la Guadeloupe que César Bihel s'illustre. Il termine huitième du classement général, remporte le maillot rose du classement par équipes et porte celui du classement par points pendant deux étapes. En septembre il gagne le classement par équipes du Tour du Frioul-Vénétie julienne avec la formation Differdange-Losch.

#### 2015-2016: HP BTP-Auber 93
Après trois années au sein de la formation luxembourgeoise Differdange-Losch, il revient en France en 2015 et signe un contrat avec l'équipe continentale Auber 93. Pour ses premiers pas sous ses nouvelles couleurs il se classe cinquième de Manche-Atlantique et glane ses premiers points UCI de l'année en finissant à la huitième place de Paris-Troyes au mois de mars. Plus tard dans la saison il s'adjuge quelques places honorifiques sur des courses comme le Prix Souvenir André-Gislard qu'il termine en huitième position ou la nocturne de Bar-sur-Aube qui le voit obtenir la sixième place. Il travaille également pour son leader Steven Tronet à de nombreuses reprises. Il est conservé par ses dirigeants pour l'année suivante.
Il connait un mois d'avril 2016 fructueux, se classant dix-septième de la Route Adélie de Vitré le 1er, dixième de Paris-Camembert deux jours plus tard, septième de La Gainsbarre le 9 puis dix-neuvième sur le Tour du Finistère le 16. Au premier semestre il décroche également une dix-neuvième place sur Paris-Troyes et le GP de la Somme. Néanmoins, ces performances ne lui permettent pas d'obtenir le renouvellement de son contrat avec l'équipe continentale HP BTP-Auber 93 pour la saison 2017. Faute de pouvoir poursuivre sa carrière au sein du peloton professionnel, il fait le choix de privilégier sa reconversion et rejoint les rangs de l'équipe Pays de Dinan, club de DN2.

### Retour chez les amateurs et fin de carrière
Régulier dans ses performances (il se classe plus de vingt fois dans les dix premiers des courses où il est engagé entre février et juillet 2017), il permet plusieurs fois à son club de glaner des points lors des épreuves de la coupe de France des clubs cyclistes. Il doit cependant attendre la deuxième quinzaine de juillet  pour remporter sa seule victoire individuelle de la saison à l'occasion du Grand Prix de Dinan. Le même mois il porte quelque temps le maillot de leader du Super Manchot (un challenge regroupant différentes épreuves organisées dans le  département de la Manche), termine quatrième du Souvenir Gérard Gaunelle à Coutances et du Grand Prix de la Sainte-Anne à Bricquebec, cinquième de la nocturne de La Haye-du-Puits et huitième du Circuit des Remparts à Saint-Lô. Comme annoncé en début de saison il arrête sa carrière de coureur cycliste à l'issue d'une course qu'il organise, La gentleman César Bihel, au mois d'octobre.

### Reconversion professionnelle
Fin 2017, il devient le responsable des partenariats de l'équipe continentale professionnelle française Arkéa-Samsic,.

## Palmarès
- 2007
  - Champion de la Manche espoirs
- 2009
  - 3e du Circuit des Matignon
  - 3e du Grand Prix Christian Fenioux
- 2010
  - Champion d'Île-de-France
  - 3e de La Gislard
- 2011
  - Circuit des Remparts
- 2013
  - 5e étape du Tour de Guadeloupe
- 2017
  - Grand Prix de Dinan
  - 2e du Critérium de Bricquebec

## Classements mondiaux
| Année            | 2011   | 2012 | 2013 | 2014 | 2015   |
| ---------------- | ------ | ---- | ---- | ---- | ------ |
| UCI Europe Tour  | 1 072e | nc   | 673e | nc   | 1 100e |
| UCI America Tour |        |      |      | 353e |        |